# La botiga
La botiga (títol original: Needful Things) és una pel·lícula estatunidenca dirigida per Fraser Clarke Heston,fill d'actor Charlton Heston, estrenada el 1993 i doblada al català.
És una adaptació pel cinema de la novel·la del mateix nom de Stephen King, i la protagonitzaven Max von Sydow, Ed Harris, Bonnie Bedelia i J. T. Walsh.

## Argument
Un propietari misteriós anomenat Gaunt Leland, que diu ser d'Akron, Ohio, obre una nova botiga d'antiguitats anomenada Desitjos Malignes al petit poble de Castle Rock, Maine. La botiga ven articles diversos de gran valor personal dels residents (alguns dels quals, com un penjoll que alleugereix el dolor o una joguina que prediu el resultat de les curses de cavalls, són clarament sobrenaturals), i el pagament de comandes, es fa en efectiu o amb petits "favors "; Gaunt en general fa bromes als seus clients. Gaunt sembla tenir un coneixement innat de la gent del poble i la seva història, i les bromes exploten les seves rivalitats anteriors i els prejudicis, fent que s'ataquin mútuament.
Quan la gent del poble normalment pacífica comença a cometre actes de violència i assassinats, el xèrif Alan Pangborn investiga Gaunt i es convenç que les seves maquinacions són la font dels disturbis. Gaunt es revela com el diable, viatjant d'un lloc a l'altre, manipulant la gent per la destrucció d'ells mateixos. A través d'un venedor de vaixells corrupte i jugador anomenat Danforth Keeton, Gaunt aconsegueix provocar un motí a la plaça del poble.

## Repartiment
- Ed Harris: Xèrif Alan Pangborn
- Max von Sydow: Leland Gaunt
- Bonnie Bedelia: Polly Chalmers
- Amanda Plummer: Nettie Cobb
- Don S. Davis: Reverend Rose

## Al voltant de la pel·lícula
- Aquesta pel·lícula és treta de la novel·la Bazaar de Stephen King.
- La pel·lícula ha estat nominada tres vegades al Premis Saturn el 1994 en les categories: Millor pel·lícula de terror, millor actor (Max von Sydow), Millor actor secundari (J. T. Walsh).
- Amanda Plummer ha guanyat un Premis Saturn pel seu paper.